# سیارک ۷۰۰۷
سیارک ۷۰۰۷ (به انگلیسی: 7007 Timjull، نامگذاری:1981EK34) هفت هزار و هفتمین سیارک کشف شده‌است که در ۲ مارس ۱۹۸۱ کشف شد.
قدر مطلق سیارک برابر ۱۴.۱ است.